# Bombenturm

Bombenturm und Spannseile verursachen den Rope-Trick-Effekt

Ein Bombenturm ist eine meist abgespannte Konstruktion mit einer Höhe von 30 bis 210 Metern zur Unterbringung einer Atombombe für einen oberirdischen Kernwaffentest. Der Bombenturm hat die Aufgabe, die Atombombe zum Zweck der Untersuchung ihrer zerstörerischen Wirkungen (die von Detonationshöhe und Abstand bei gegebener Sprengkraft abhängen) und zur Ausrichtung von Messgeräten wie Hochgeschwindigkeitskameras in einer exakt definierten Position zu halten. Der Bombenturm verdampft bei der Explosion der Atombombe durch die enorme Hitze der Bombe (bis zu 20 Millionen Kelvin) im Regelfall vollständig.

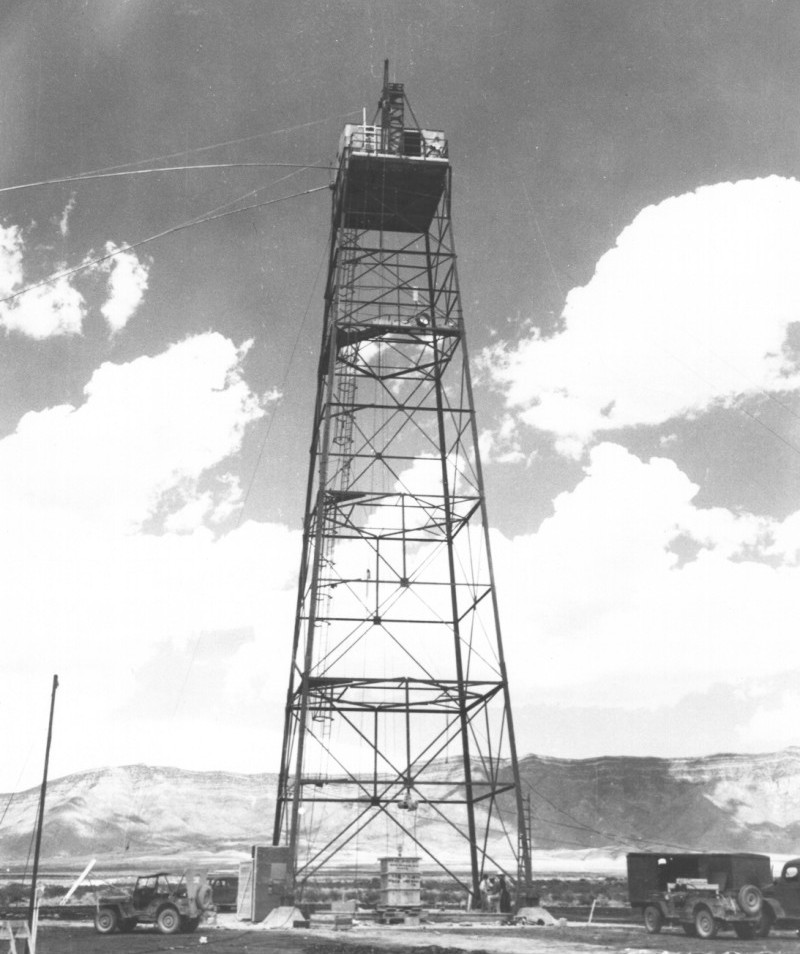
Bombenturm des Trinity-Tests
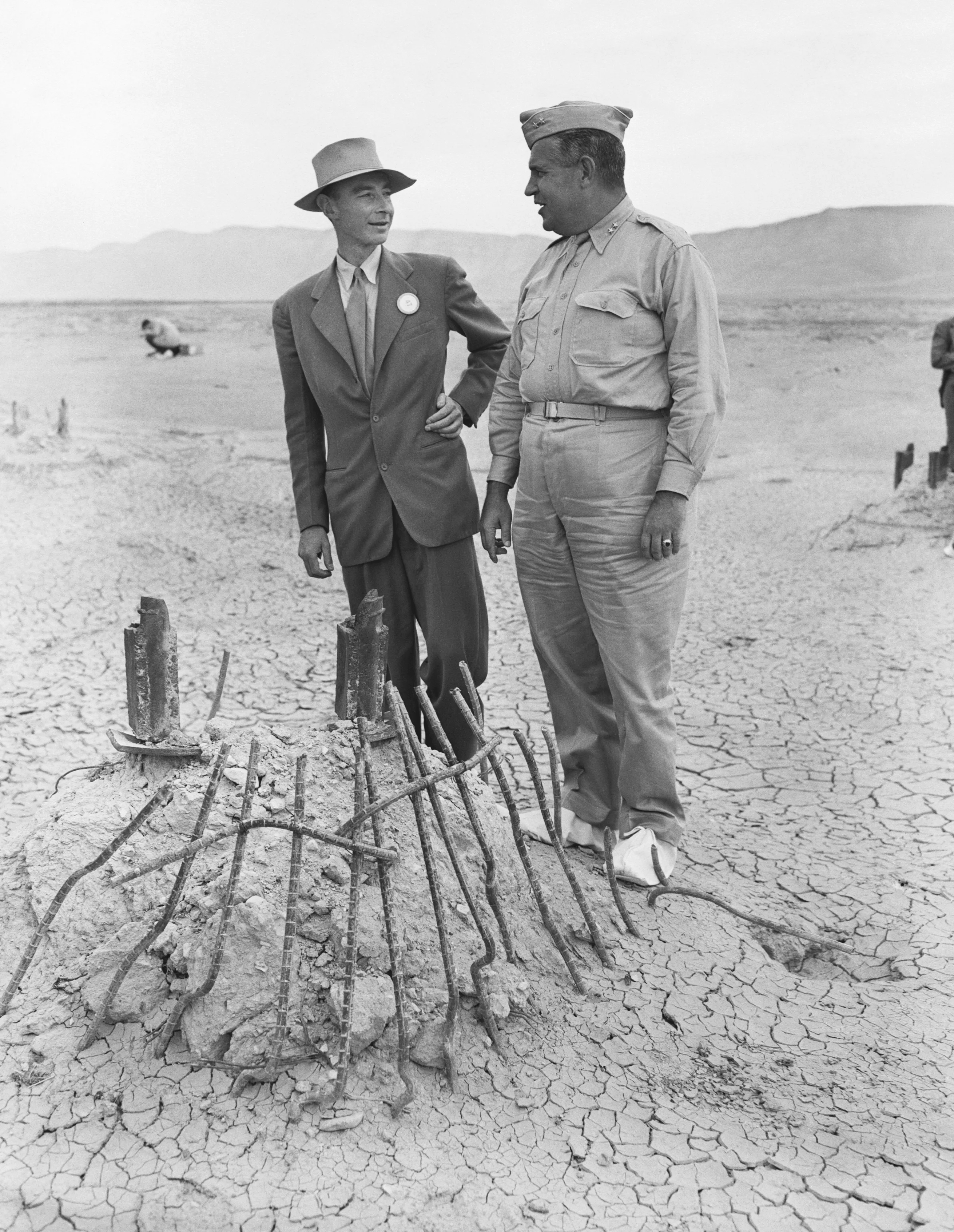
Überreste des Bombenturms des Trinity-Tests
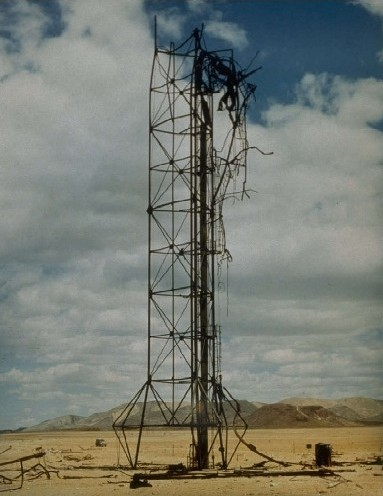
Teilweise zerstörter Bombenturm des fehlgeschlagenen Ruth-Tests während der Operation Upshot-Knothole